# سینتاس
سینتاس (انگلیسی: Cintas) شرکت خدمات کسب‌وکار آمریکایی است، که در سال ۱۹۲۹ تأسیس شد.